# Tephrina ossea
Tephrina ossea är en fjärilsart som beskrevs av Swinhoe 1885. Tephrina ossea ingår i släktet Tephrina och familjen mätare. Inga underarter finns listade i Catalogue of Life.